# Länsväg W 753

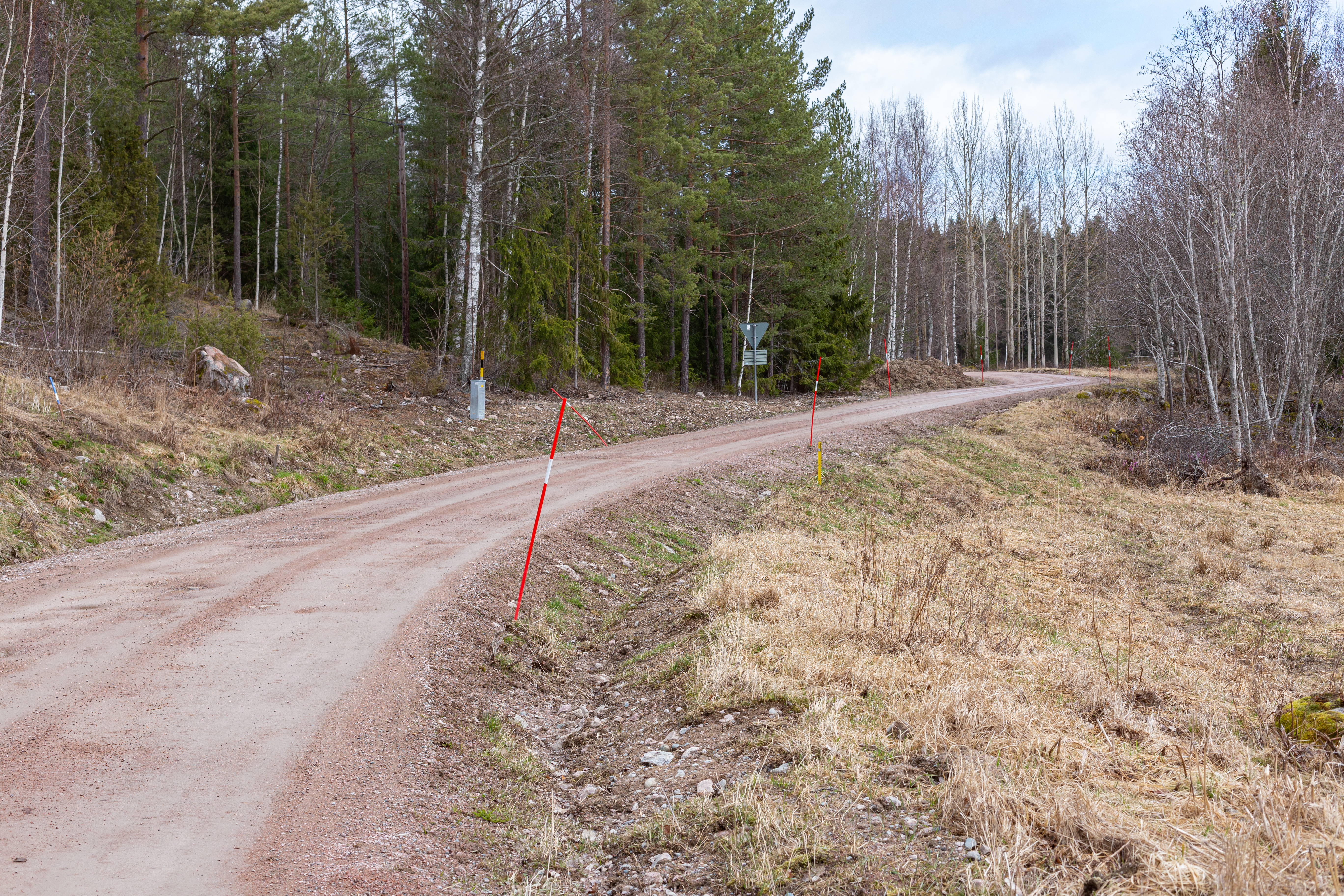
Länsväg W 753

Länsväg W 753 är en övrig länsväg i Hedemora kommun i Dalarnas län. Vägen är 2,9 km lång och går från Hanåker (länsväg 270) till Hansbyn.